# Hemipeplus chaos
Hemipeplus chaos là một loài bọ cánh cứng trong họ Mycteridae. Loài này được Thomas miêu tả khoa học năm 1985.